# Ku'damm 59
Ku'damm 59 é uma minissérie de televisão escrita por Annette Hess e dirigida por Sven Bohse. A minissérie de três episódios foi transmitida pela primeira vez em 18, 19 e 21 de março de 2018 no canal ZDF como uma sequência de Ku'damm 56.

## Elenco
- Sonja Gerhardt ... Monika Schöllack
- Claudia Michelsen ... Caterina Schöllack
- Maria Ehrich ... Helga da Boost
- Emilia Schüle ... Eva Fassbender
- Trystan Pütter ... Freddy Donath
- Sabin Tambrea ... Joachim Franck
- August Wittgenstein ... Wolfgang von Boost
- Ulrich Noethen ... Kurt Moser
- Laura de Boer... Ninette Raven
- Heino Ferch ... Prof. Dr. Jürgen Fassbender
- Andreas Pietschmann ... Hans Liebknecht
- Uwe Preuss ... Sr. Hundt
- Alma und Smilla Löhr ... Dorli

## Episódios
| Data                | Audiência (total) | Share  |
| ------------------- | ----------------- | ------ |
| 18 de março de 2018 | 5,36 milhões      | 14,3 % |
| 19 de março de 2018 | 5,42 milhões      | 16,2 % |
| 20 de março de 2018 | 5,60 milhões      | 17,8 % |